# Phương diện quân Tây Bắc
Phương diện quân Tây Bắc (tiếng Nga: Северо-Западный фронт) là một tổ chức tác chiến chiến lược của Hồng quân Liên Xô trong giai đoạn đầu của Thế chiến thứ hai. Hướng tác chiến chủ yếu của phương diên quân ở phía Tây Bắc Liên Xô trong cả Chiến tranh Xô-Phần và Thế chiến thứ hai.

## Lịch sử

### Hình thành
Ngày 30 tháng 11 năm 1939, Chiến tranh mùa đông nổ ra trên toàn tuyến biên giới Liên Xô - Phần Lan. Sau những thắng lợi ban đầu, Hồng quân bị cầm chân và phải chịu những thiệt hại nặng nề trước Phòng tuyến Mannerheim. Nguyên soái Kliment Voroshilov, Tổng chỉ huy Hồng quân trong chiến dịch Phần Lan bị cách chức. Ngày 7 tháng 1 năm 1940, theo đề nghị của Tổng tham mưu trưởng, Tư lệnh Tập đoàn quân bậc 1 Boris Shaposhnikov, Phương diện quân Tây Bắc được thành lập trên cơ sở Quân khu Leningrad, ban đầu gồm các tập đoàn quân 7 và 13, để chuẩn bị công phá Phòng tuyến Mannerheim. Tư lệnh Tập đoàn quân bậc 1 Semyon Timoshenko được bổ nhiệm làm Tư lệnh Phương diện quân Tây Bắc. Trên thực tế, Timoshenko được trao quyền Tổng chỉ huy lực lượng Hồng quân với 6 tập đoàn quân tấn công Phần Lan, (gồm các tập đoàn quân 7, 13, 8, 9, 14 và 15).
Phương diện quân Tây Bắc bị giải thể ngày 13 tháng 3 năm 1940, ngay sau khi Chiến tranh mùa đông kết thúc. Cả Shaposhnikov và Timoshenko đều được thăng quân hàm Nguyên soái Liên Xô chỉ 2 tháng sau đó.

### Trong Thế chiến thứ hai
Phương diện quân Tây Bắc lại được thành lập vào ngày 22 tháng 6 năm 1941, ngày đầu tiên trong Chiến tranh Xô-Đức theo chỉ lệnh của Dân ủy quốc phòng dựa trên các lực lượng của Quân khu Đặc biệt Baltic. Biên chế phương diện quân gồm các tập đoàn quân 8, 11 và 27, cũng như Quân đoàn đổ bộ đường không 5, sở chỉ huy của Quân đoàn bộ binh 65 cùng các đơn vị phòng không, không quân, công binh, hậu cần khác. Sau đó, phương diện quân được bổ sung thêm các tập đoàn quân xung kích 1, 3, 4; các tập đoàn quân 22, 27, 34, 48, 53, 68, tập đoàn quân xe tăng 1, tập đoàn quân không quân 6, các cụm tác chiến đặc biệt, cụm tập đoàn quân Novgorod của trung tướng M.S.Hozina.
Trong các cuộc phòng thủ vào mùa hè và mùa thu năm 1941, các đơn vị của phương diện quân đã bị đánh bật ra khỏi vùng Baltic và phải rút lui vào khu vực hồ Ilmen và Demyansk, tại đây họ được tổ chức lại để ngăn bước tiến của quân Đức. Trong các cuộc phản công của Hồng quân vào đầu năm 1942, phương diện quân tham gia tấn công mặt nam cụm quân Demyansk, phối hợp với Phương diện quân Kalinin tấn công mặt bắc của cụm Rzhev-Vyazma của quân Đức. 22 tháng 1 năm 1942, các đơn vị ở cánh trái phương diện quân Tây Bắc chuyển cho phương diện quân Kalinin. Đến cuối tháng 2 năm 1942, khi quân Đức ở Demyansk bị chia cắt, các đơn vị của phương diện quân tiến tới sông Lovat, tiêu diệt bàn đạp của quân Đức ở hữu ngạn sông Lovat. Nhưng cuối cùng phương diện quân Tây Bắc sau các trận đánh kéo dài đã không thể tiêu diệt cụm quân Đức bị bao vây ở Demyansk.
Phương diện quân giải thể vào ngày 20 tháng 11 năm 1943, dưới chỉ thị của Bộ tổng Tư lệnh tối cao Liên Xô (STAVKA) ra ngày 15 tháng 11 năm 1943. Bộ chỉ huy phương diện quân rút vào làm lực lượng dựa bị của STAVKA, còn các đơn vị được tổ chức lại thành Phương diện quân Pribaltic 1.

## Các chiến dịch lớn đã tham gia
Phương diện quân Tây Bắc tham gia các chiến dịch sau: 

### Chiến dịch chiến lược
- Phòng thủ chiến lược Leningrad năm 1941
- Phòng thủ chiến lược Baltic năm 1941
- Tấn công chiến lược Tikhvin năm 1941

### Chiến dịch của phương diện quân
- Chiến dịch tấn công Demyansk 1942
- Chiến dịch phòng thủ Demyansk 1941
- Chiến dịch phòng thủ khu vực Soltsy, Porkhov, Novorzhev 1941
- Chiến dịch phòng thủ khu vực Roos, Hill 1941
- Chiến dịch phòng thủ hướng Siauliai 1941
- Chiến dịch tấn công Little Vishersky 1941
- Chiến dịch phòng thủ Cross-border 1941
- Chiến dịch tấn công Old Russian 1943
- Chiến dịch tấn công Toropets-Kholmskaya

## Lãnh đạo phương diện quân

### Tư lệnh
| STT | Ảnh | Họ tên          | Thời gian sống | Thời gian tại nhiệm            | Cấp bậc tại nhiệm                      | Ghi chú                                                   |
| --- | --- | --------------- | -------------- | ------------------------------ | -------------------------------------- | --------------------------------------------------------- |
| 1   |     | S.K. Timoshenko | 1895 - 1970    | tháng 1, 1940 - tháng 3, 1940  | Tư lệnh Tập đoàn quân bậc 1 (1938)     | Nguyên soái Liên Xô (1940). Tổng thanh tra Bộ Quốc phòng. |
|     |     |                 |                |                                |                                        |                                                           |
| 2   |     | F.I. Kuznetsov  | 1898 - 1961    | tháng 6, 1941 - tháng 7, 1941  | Thượng tướng (1941)                    | Tư lệnh Quân khu Ural.                                    |
| 3   |     | P.P. Sobennikov | 1894 - 1960    | tháng 7, 1941 - tháng 8, 1941  | Thiếu tướng (1940)                     | Bị giáng cấp xuống Đại tá (1942). Trung tướng (1944).     |
| 4   |     | P.A. Kurochkin  | 1900 - 1989    | tháng 8, 1941 - tháng 10, 1942 | Trung tướng (1940)                     | Đại tướng (1945). Anh hùng Liên Xô.                       |
| 5   |     | S.K. Timoshenko | 1895 - 1970    | tháng 10, 1942 - tháng 3, 1943 | Nguyên soái Liên Xô (1940)             | Tổng thanh tra Bộ Quốc phòng.                             |
| 6   |     | I.S. Konev      | 1897 - 1973    | tháng 3, 1943 - tháng 6, 1943  | Thượng tướng (1941)                    | Nguyên soái Liên Xô (1944). Tổng thanh tra Bộ Quốc phòng. |
| 7   |     | P.A. Kurochkin  | 1900 - 1989    | tháng 6, 1943 - tháng 11, 1943 | Trung tướng (1940) Thượng tướng (1943) | Đại tướng (1945). Anh hùng Liên Xô.                       |

### Ủy viên Hội đồng quân sự
| STT | Ảnh                         | Họ tên        | Thời gian sống | Thời gian tại nhiệm            | Cấp bậc tại nhiệm                            | Ghi chú                                                       |
| --- | --------------------------- | ------------- | -------------- | ------------------------------ | -------------------------------------------- | ------------------------------------------------------------- |
| 1   |                             | A.A. Zhdanov  | 1896 - 1948    | tháng 1, 1940 - tháng 3, 1940  |                                              | Bí thư thứ hai Ban chấp hành Trung ương Đảng Cộng sản Liên Xô |
|     |                             |               |                |                                |                                              |                                                               |
| 2   | Tập tin:13 riga-dibrova.jpg | P.A. Dibrova  | 1901 - 1971    | tháng 6, 1941 - tháng 7, 1941  | Chính ủy Quân đoàn (1940)                    | Thiếu tướng (1943).                                           |
| 3   | Tập tin:13 riga-dibrova.jpg | V.N. Bogatkin | 1903 - 1956    | tháng 7, 1941 - tháng 4, 1943  | Chính ủy Quân đoàn (1940) Trung tướng (1942) | Cục trưởng Cục Chính trị Bộ Tổng tham mưu.                    |
| 4   |                             | F.E. Bokov    | 1903 - 1984    | tháng 4, 1943 - tháng 11, 1943 | Trung tướng (1943)                           |                                                               |

### Tham mưu trưởng
| STT | Ảnh                                                   | Họ tên          | Thời gian sống | Thời gian tại nhiệm            | Cấp bậc tại nhiệm                  | Ghi chú                                                                                |
| --- | ----------------------------------------------------- | --------------- | -------------- | ------------------------------ | ---------------------------------- | -------------------------------------------------------------------------------------- |
| 1   |                                                       | I.V. Smorodinov | 1894 - 1953    | tháng 1, 1940 - tháng 3, 1940  | Tư lệnh Tập đoàn quân bậc 2 (1939) | Thượng tướng (1941). Tổng cục trưởng Tổng cục Tổ chức và Cơ giới hóa Bộ Tổng tham mưu. |
|     |                                                       |                 |                |                                |                                    |                                                                                        |
| 2   |                                                       | P.S. Klyonov    | 1894 - 1942    | tháng 6, 1941 - tháng 7, 1941  | Trung tướng (1940)                 | Bị bắt và bị xử bắn ngày 23 tháng 2 năm 1942. Được phục hồi danh dự năm 1956.          |
| 3   |                                                       | N.F. Vatutin    | 1901 - 1944    | tháng 7, 1941 - tháng 5, 1942  | Trung tướng (1940)                 | Đại tướng (1943), Tư lệnh Phương diện quân Ukraina 1. Hy sinh trên chiến trường 1944.  |
| 4   | Tập tin:Фотопортрет Шлёмина Ивана Тимофеевича.jpg     | I.T. Shlyomin   | 1898 - 1969    | tháng 7, 1941 - tháng 8, 1942  | Thiếu tướng (1940)                 | Trung tướng (1943).                                                                    |
| 5   | Tập tin:Михаил Николаевич Шарохин.jpg                 | M.N. Sharokhin  | 1898 - 1974    | tháng 8, 1942 - tháng 10, 1942 | Trung tướng (1942)                 | Thượng tướng (1945). Anh hùng Liên Xô                                                  |
| 6   | Tập tin:ЗЛОБИН ВЕНИАМИН МИХАЙЛОВИЧ.jpg                | V.M. Zlobin     | 1898 - 1952    | tháng 10, 1942 - tháng 3, 1943 | Trung tướng (1940)                 |                                                                                        |
| 7   | Tập tin:Боголюбов, Александр Николаевич (генерал).jpg | A.N. Bogolyubov | 1900 - 1956    | tháng 3, 1943 - tháng 11, 1943 | Trung tướng (1943)                 | Thượng tướng (1945). Anh hùng Liên Xô                                                  |
| 8   |                                                       | P.I. Igolkin    | 1900 - 1970    | tháng 11, 1943                 | Thiếu tướng (1942)                 | Giữ chức trong 10 ngày. Trung tướng.                                                   |

## Biên chế chủ yếu

### 1 tháng 7 năm 1941
- - Tập đoàn quân 8
  - Tập đoàn quân 11
  - Tập đoàn quân 27

### 1 tháng 10 năm 1941
- - Tập đoàn quân 11
  - Tập đoàn quân 27
  - Tập đoàn quân 34
  - Cụm chiến dịch Novgorod

### 1 tháng 7 năm 1942
- - Tập đoàn quân xung kích 3
  - Tập đoàn quân xung kích 4
  - Tập đoàn quân 11
  - Tập đoàn quân 34

### 1 tháng 4 năm 1942
- - Tập đoàn quân xung kích 1
  - Tập đoàn quân 11
  - Tập đoàn quân 34

### 1 tháng 7 năm 1942
- - Tập đoàn quân xung kích 1
  - Tập đoàn quân 11
  - Tập đoàn quân 27
  - Tập đoàn quân 34
  - Tập đoàn quân 53
  - Tập đoàn quân không quân 6

### 1 tháng 10 năm 1942
- - Tập đoàn quân xung kích 1
  - Tập đoàn quân 11
  - Tập đoàn quân 27
  - Tập đoàn quân 34
  - Tập đoàn quân 53
  - Tập đoàn quân không quân 6

### 1 tháng 1 năm 1943
- - Tập đoàn quân xung kích 1
  - Tập đoàn quân 11
  - Tập đoàn quân 27
  - Tập đoàn quân 34
  - Tập đoàn quân 53
  - Tập đoàn quân không quân 6

### 1 tháng 4 năm 1943
- - Tập đoàn quân xung kích 1
  - Tập đoàn quân 11
  - Tập đoàn quân 27
  - Tập đoàn quân 34
  - Tập đoàn quân 68
  - Tập đoàn quân không quân 6

### 1 tháng 7 năm 1943
- - Tập đoàn quân xung kích 1
  - Tập đoàn quân 22
  - Tập đoàn quân 34
  - Tập đoàn quân không quân 6

### 1 tháng 10 năm 1943
- - Tập đoàn quân xung kích 1
  - Tập đoàn quân 22
  - Tập đoàn quân 34
  - Tập đoàn quân không quân 6